# 喜滿客影城
喜滿客影城（英語：CMK Theatres）是在臺灣成立的連鎖電影院，由威京總部集團與美國第二大連鎖電影院喜滿客控股（Cinemark Holdings）共同經營合資，目前僅在中國大陸設有11個據點，臺灣最後一個據點於2024年3月31日關閉。

## 據點

### 中國大陸

#### 華東地區
江蘇省
- 揚州喜滿客影城京華城店：江蘇省揚州市邗江區京華城路168號[1]
- 蘇州喜滿客影城水秀天地店

南京市
- 南京喜滿客影城濱潤匯店
- 南京喜滿客影城萬谷店

上海市
- 上海喜滿客影城台北風情店

山東省
- 濰坊喜滿客影城全福元店

#### 西南地區
四川省
- 成都喜滿客影城創意山店

貴州省
- 貴陽喜滿客影城時光貴州店

雲南省
- 昆明喜滿客影城欣都龍城店

#### 西北地區
陝西省
- 西安喜滿客影城漢神廣場店

## 過往據點

### 臺灣
- 喜滿客影城絕色店：

臺北市萬華區西門町漢中街52號（8~11樓）
共有9間標準影廳。
原為1999年開幕的絕色影城，2014年接手，2024年3月31日結束營業，2024年9月24日改由威秀影城接手。
- 喜滿客影城京華城店：

臺北市松山區八德路四段138號（京華城購物中心B1）。
曾有13間影廳，其中包含3間VIP廳。2019年11月與購物中心一同結束營業。
- 喜滿客影城夢時代店：

高雄市前鎮區中華五路789號（統一夢時代購物中心8樓）。
2022年4月30日結束營業，2023年1月14日改由秀泰影城接手。

## 未來規劃
- 喜滿客影城京華廣場店：

位於臺北市松山區市民大道與東寧路路口（京華廣場）。
該影城係京華城購物中心原址重建，預計2026年開幕。預計配備9間影廳，其中包含巨幕廳（寬20公尺、高12公尺）、ScreenX廳、創意廳、Elite廳各一間。

## 外部連結
- 喜滿客影城（页面存档备份，存于）
- 台灣公司資料 （页面存档备份，存于）
- 喜滿客影城的Facebook專頁
- 喜滿客影城的Instagram帳戶
- YouTube上的喜滿客影城頻道